# Hino de Itapetinga
O hino do município de Itapetinga é o hino do município brasileiro de Itapetinga, no estado da Bahia. A letra e a melodia são da professora Lindiomar Santana.